# Winnie l'ourson : 123
Winnie l'ourson : 123 (Winnie The Pooh 123's - Discovering Numbers and Counting), est un moyen-métrage d'animation des studios Disney. Sorti directement en vidéo en 2004 et inspiré des personnages d'Alan Alexander Milne créés en 1926, il fait partie de la série éducative Disney's Learning Adventures.

## Fiche technique
- Titre : Winnie l'ourson : 123 - À la découverte des chiffres et du calcul
- Titre original : Winnie The Pooh 123's - Discovering Numbers and Counting
- Réalisation : Gary Katona et Ed Wexler
- Scénario : Ted Henning et Karl Geurs
- Musique : J.A.C. Redford
- Producteur exécutif : Gary Katona
- Producteurs délégués : Ed Wexler et Antran Manoogian
- Production : Walt Disney Television Animation
- Distribution : Buena Vista Pictures Distribution
- Format : Couleurs - 1,33:1 - Stéréo
- Durée : 33 minutes
- Dates de sortie :  États-Unis : 12 octobre 2004 ;  France : 20 juillet 2005

Note: La liste des "crédités" au générique étant trop longue pour être citée in extenso ici, nous n'avons repris que les principaux contributeurs.

## Distribution

### Voix originales
- Jim Cummings : Winnie the Pooh (Winnie l'ourson)/Tigger (Tigrou)
- John Fiedler : Piglet (Porcinet)
- Ken Sansom : Rabbit (Coco Lapin)
- Tom Wheatley : Christopher Robin (Jean-Christophe)
- Andre Stojka : Owl (Maître Hibou)
- Peter Cullen : Eeyore (Bourriquet)
- Michael Gough : Gopher (Grignotin)
- Kath Soucie : Kanga (Maman Gourou)
- Jimmy Bennett : Roo (Petit Gourou)
- David Ogden Stiers : Narrator (Narrateur)

### Voix françaises
- Roger Carel : Winnie l'ourson/Coco Lapin
- Patrick Préjean : Tigrou
- Hervé Rey : Porcinet
- Gwenaël Sommier : Jean-Christophe
- Bernard Alane : Maître Hibou
- Wahid Lamamra : Bourriquet
- Guy Piérauld : Grignotin
- Céline Monsarrat : Maman Gourou
- Camille Donda : Petit Gourou
- François Berland : Narrateur